# Bert (Muppet)
Bert è un personaggio della trasmissione televisiva Sesame Street, è il miglior amico di Ernie e suo compagno di stanza. Contrariamente al carattere scherzoso ed estroverso di Ernie, Bert è serio, studia e cerca sempre di dare un senso a tutte le azioni del suo amico. Nella versione in lingua italiana era chiamato Berto.
Tra le sue passioni, quella di leggere storie noiose, collezionare graffette e tappi di bottiglia (i rarissimi Figgy Fizz), mangiare i fiocchi d'avena e studiare il comportamento dei piccioni. Mentre Ernie non si separa mai dalla sua paperella di gomma Rubber Duckie, Bert ha sempre con sé il piccione, Bernice.
Animato prima da Frank Oz e successivamente da Eric Jacobson.
Lo scopo di Bert e Ernie è di far capire al pubblico infantile che anche due persone che hanno un carattere completamente diverso possono essere amici.

## Aspetto
Bert è molto alto, ha la pelle gialla e capelli neri pettinati verso l'alto. Ha un grosso naso arancione, un solo sopracciglio e indossa una maglia con delle righe verticali.

## Famiglia
- Bart: è il fratello gemello di Bert. Appare solo in uno sketch dove lui incontra Ernie, che capisce che anche se due persone hanno un aspetto esteriore identico, non significa che abbiano per forza lo stesso carattere, infatti, Bart è completamente diverso da Bert: lui è allegro, festoso e ride molto.
- Brad: il nipote infante di Bert. Compare in uno sketch dove Bert cerca di fargli un bagno. Suo padre è Bart.
- Zia Matilda: questo personaggio viene solamente nominato da Bert, ma non ha fatto nessuna apparizione.